# Ammerön
La isla Ammerön es una isla de Suecia, que administrativamente forma parte del municipio de Bräcke en el condado de Jämtland. Tiene una superficie estimada en 59,90 km², lo que la convierte en la 34º isla lacustre del mundo y la 19º isla más grande de Suecia y la sexta más grande en agua dulce.